# Tomaž Hren
Tomaž Hren (tudi Kren, Chrön), slovenski rimskokatoliški duhovnik, ljubljanski škof, mecen, * 13. november 1560, Ljubljana, † 10. februar 1630, Gornji Grad.
Hren se je rodil v Ljubljani leta 1560 tedanjemu ljubljanskemu županu Lenartu Hrenu in njegovi ženi Uršuli (r. Žitnik). Po smrti očeta je za njegovo vzgojo poskrbel njegov stric, profesor etike na dunajski univerzi, Gašper Žitnik.
Leta 1573 se je vpisal v jezuitsko šolo v Gradcu. Leta 1588 je prejel sveto mašniško posvečenje, ko je bil imenovan tudi na kanoniški položaj, ki ga je prej zasedal Primož Trubar. Leta 1597 je bil imenovan za ljubljanskega škofa, potrjen je bil leta 1599. Bil je vodilni protireformator na Kranjskem, reformacija je bila v ljubljanski škofiji med letoma 1600 in 1603 zatrta. Kljub temu pa je obdržal Dalmatinov prevod Svetega pisma in zanj dobil papeško dovoljenje za uporabo ter s tem ohranil njegovo jezikovno in literarno izročilo. Od leta 1614 do 1621 je bil namestnik deželnega glavarja.
Hren je hotel ustanoviti založbo v Ljubljani; Janezu Čandku (tudi Čandik) je omogočil natis evangelijev in poslanic (Evangelia inu listuvi, 1613), sam pa je prepisal besedilo, ki je temeljilo na Trubarjevih oz. Dalmationovih prevodih. V Gornjem Gradu je za izobraževanje duhovnikov ustanovil Collegium Marianum. Hren je podpiral tudi liturgično glasbo, v Gornjem Gradu je naročil izdelavo novih orgel.
Hren je umrl v Gornjem Gradu, kjer je tudi pokopan.
Slovenizirane zapise najdemo že leta 1832 kot Tomash Hren, Tomaž Kren leta 1848, Tomaž Hren leta 1849, Tomaž Chrön leta 1854, in Tomaž Chroen leta 1907.